# توماس هاي
توماس هاي هو سياسي كندي، ولد في 6 أغسطس 1872، وتوفي في 2 أكتوبر 1939. انتخب عضو مجلس العموم الكندي.